# État-nation
Vous pouvez aider à l'améliorer ou bien discuter des problèmes sur sa page de discussion.
- Certaines informations devraient être mieux reliées aux sources mentionnées dans la bibliographie ou les liens externes. Améliorez sa vérifiabilité en les associant par des références. (Marqué depuis février 2020)
- Il manque de repères chronologiques ou de dates qu'il faudrait ajouter avec des sources. (Marqué depuis décembre 2015)

- Archive Wikiwix
- Bing
- Cairn
- DuckDuckGo
- E. Universalis
- Gallica
- Google
- G. Books
- G. News
- G. Scholar
- Persée
- Qwant
- (zh) Baidu
- (ru) Yandex
- (wd) trouver des œuvres sur Wikidata

Un État-nation est un type particulier d'État dans lequel les individus sont censés appartenir dans leur majorité à une même nation. Il repose donc sur la coïncidence entre une notion d'ordre identitaire, l'appartenance à un groupe, la nation, et une notion d'ordre juridique, l'existence d'une forme de souveraineté et d'institutions politiques et administratives qui l'exercent, l'État. Sans cette coïncidence, on parlera plutôt d'un État multinational ou d'un empire, deux modes d'organisation politique favorables à la coexistence de minorités ethniques.

## Création d'un État-nation
Les spécialistes ont longtemps défini deux modèles de formation de l'État-nation, le français et l'allemand, mais cette perspective a été remise en cause au XXIe siècle ; elle est considérée comme eurocentrique, et réductrice.
Selon l'enseignement traditionnel, il y aurait deux modèles canoniques processus de création d'un État-nation :
- Dans certains pays (comme en France par exemple) la naissance de l'État a précédé celle de la Nation ; le sentiment nationaliste se développe après la formation de l'État ;
- Dans d'autres (celui de Allemagne et de l'Italie) le fait de se reconnaître d'une même nation, en particulier dans le cas d'une « nation ethnique » ou civique, et de manifester la volonté de vivre ensemble, a précédé la naissance de l'État[4].

Dans les deux cas, il s'agit d'une lente création résultant de conjonction, sur la durée de plusieurs générations, de situations socio-économiques favorables et de prosélytismes politiques.

### Exemple français
En France, l'État s'est construit progressivement, et à partir du Moyen Âge les rois de France ont étendu leur autorité sur un ensemble de plus en plus grand. Le développement du nationalisme s'est fait progressivement, et a clairement émergé au XVIIIe siècle (sans pour autant porter ce nom) dans la bourgeoisie, intellectuelle, commerçante et pré-industrielle, pour s'étendre progressivement à l'ensemble de la population (ou presque). La langue française est devenue la seule langue officielle après être devenue une langue véhiculaire d'imprimerie, stimulée par le fait qu'elle a été imposée dans les actes administratifs par l'ordonnance de Villers-Cotterêts en 1539. Le nationalisme a été renforcé par le système politique démocratique, la création d'une école gratuite, laïque et obligatoire par Jules Ferry à la fin du XIXe siècle, l'instauration du service militaire, et entretenu par la création de divers symboles républicains, régulièrement mis en avant, comme le drapeau français, la Marianne et la Marseillaise.

### Exemple allemand
L'histoire de l'Allemagne est considérée comme paradigmatique du deuxième cas de figure où la nation préexiste à l'État et finit par le créer.
La création de l'État-nation peut procéder par unification progressive, comme dans le cas de l'Allemagne et de l'Italie.
Elle peut aussi être le résultat de l'éclatement d'un Empire qui n'avait pas homogénéisé ses populations ; ainsi des États-nations sont nés de l'Empire austro-hongrois et de l'Empire ottoman.

## Cas de dissociation entre État et nation
- Une nation peut ne pas être dotée d'un État. En effet, certaines nations sans État disposent bien d'un territoire, d'une population, et d'un sentiment d'identité propre mais n'ont pas d'organisation politique pouvant assurer leur pleine souveraineté, elles ne disposent, au mieux, que d'une autorité territoriale. On peut citer comme exemple la population québécoise qui est reconnue par le Canada comme nation au sein de l'État canadien, les populations berbères d'Afrique du nord ou la population catalane qui a actuellement le statut en Espagne de « communauté historique » et qui s'est vu refuser[Quand ?] le statut à part entière de « nation » par le conseil constitutionnel espagnol.
- Un État peut englober plusieurs nations. Ce fut le cas de l'Empire austro-hongrois, c'est aujourd'hui le cas du Royaume-Uni avec quatre nations constitutives : Anglais, Gallois, Écossais et Nord-Irlandais ; dans le Tournoi des Six Nations de rugby à XV, les Britanniques d'Irlande du Nord et les Irlandais de la république d'Irlande jouent au sein d'une même équipe sous l'égide d'une fédération unique, l'IRFU).
- Une nation peut englober plusieurs ethnies. C'est aujourd'hui le cas de la Turquie, qui n'admet sur son sol qu'une nation turque constituée par des ethnies différentes (Turcomans, Albanais, Arabes, Bosniaques, Kurdes, Lazes, Roms, etc.)[7]. Les autres revendications nationales telles que celles des Kurdes sont fortement combattues.
- Un État peut englober plusieurs communautés linguistiques et culturelles. Selon Sylvain Kahn, la Suisse n'est pas un État-nation, parce que la multiplicité des langues et des cultures y est revendiquée[2]. La Suisse, formée par une fédération de cantons, réunit des populations parlant quatre langues nationales. Toutefois, selon Thomas Riklin, la notion d'« entité nationale » peut s'appliquer à la Suisse ; ces cantons partagent une identité nationale, une histoire nationale et un héros national, Guillaume Tell, et leur unité a été renforcée par un choix politique à la suite de la guerre du Sonderbund (1847) et de la constitution fédérale (1848), qui a mis fin à l'ordre confédéral précédent[8].
- Un État peut être créé sans véritable base nationale, par exemple en tant que successeur d'une circonscription administrative d'un ancien empire colonial démantelé, mais avec la volonté de constituer une nation unifiée dans le cadre de ses frontières. C'est par exemple le cas de certains États de l'Afrique contemporaine.

## Critique de l'État-nation
- La plupart des pays colonisés par les Européens se sont vu imposer le modèle de l'État-nation ; l'inadaptation de ce mode d'organisation à nombre de pays asiatiques et africains a été soulignée[6],[9]. Le découpage du territoire de l'État-nation par les colonisateurs en fonction de leurs intérêts propres, sans prise en compte des différents groupes concernés, a entraîné un divorce entre la société et l'État[6]. De plus, l'État-nation est perçu par les sociétés anciennement colonisées comme une structure étrangère, coloniale, de sorte qu'elles sont peu disposées à y adhérer[6]. Selon Yves Person, les colonies françaises ont subi plus que les colonies britanniques des opérations d'homogénéisation et d'unification, conformément au modèle français de l'État-nation, alors que les Britanniques auraient davantage respecté les réalités sociales dans les pays colonisés, en particulier les langues de ces pays[6]. De manière générale, l'État-nation a eu des effets socialement destructeurs, dans la mesure où il a réduit la société à « une masse atomisée d'individus isolés » et réprimé les liens horizontaux[6].
- Le modèle français de l'État-nation, qui suppose une politique volontariste d'unification, a été critiqué parce qu'il a conduit à la destruction de la diversité culturelle française ; la France était avant le 19e siècle l’État où la diversité linguistique était la plus grande en Europe ; cet héritage a été sacrifié sur l'autel de l’État-nation[6].
- La théorie de l'État-nation a été contestée, notamment par des fédéralistes européens comme Mario Albertini[réf. nécessaire]. La nation est selon cette critique une construction politique artificielle des partisans de l'État centralisé. La nation justifie ainsi l'existence de l'État qui n'est plus associé à la personne du monarque mais à une entité abstraite. L'État-nation serait donc une phase de l'évolution politique et aurait vocation à être dépassé en faveur de l'unité européenne.
- La théorie de l'État-nation a également été critiquée par certains marxistes[Qui ?]. Pour eux, le sentiment identitaire ne se trouve pas au sein de la nation, mais au sein de l'Humanité tout entière (voir la phrase de Karl Marx : « Je suis un citoyen du Monde », paraphrasant le philosophe de la Grèce antique Diogène de Sinope ainsi que les philosophes stoïciens)[4]. En attendant la disparition des États, la classe sociale dominée doit selon eux faire preuve de solidarité internationale permanente : par exemple le refus des guerres. De là, un ouvrier français est, selon eux, plus proche d'un ouvrier de nationalité étrangère, que d'un dirigeant français. C'est la « conscience de classe » (« Les travailleurs n'ont pas de patrie » - Manifeste communiste).

## Exemples
Voici des exemples clairs d'États-nations :
- Islande : bien que les habitants soient ethniquement apparentés à d'autres groupes scandinaves, la culture et la langue nationales ne se trouvent qu'en Islande. Il n'y a pas de minorités transfrontalières - le pays le plus proche est trop éloigné.
- Japon : Le Japon est aussi traditionnellement considéré comme un bon exemple d'État-nation, bien qu'il comprenne des minorités de peuples Ryūkyū ethniquement distincts, des Coréens, des Chinois, et sur l'île septentrionale d'Hokkaidō, la minorité autochtone Aïnou ; voir aussi Démographie japonaise.
- Portugal : bien qu'entourée d'autres terres et peuples, la nation portugaise occupe le même territoire depuis près de 900 ans. Il y a longtemps, le Portugal s'est formé à partir de groupes de personnes qui étaient auparavant séparés. Ils ont tous traversé et se sont installés dans la région qui est devenue plus tard le Portugal. Il s'agit notamment des peuples ibériques indigènes, des Celtes, des anciens Méditerranéens (Grecs, Phéniciens, Romains), des peuples germaniques comme les Suèves et les Wisigoths, des envahisseurs berbères et arabes, et des Juifs.
- France et Angleterre : l'État s'est organisé autour de la nation, par l’action centralisatrice et unificatrice du pouvoir royal. Cette même action du pouvoir royal a contribué de manière décisive à l’émergence de la nation et les guerres (Guerre de Cent ans, Révolution française) ont soudé les populations dans l’adversité et contribué de manière décisive à l’émergence de l’identité nationale de part et d’autre de la Manche[10].